# Werner Winter
Werner Winter (ur. 25 października 1923, zm. 7 sierpnia 2010) – niemiecki językoznawca, specjalista w dziedzinie indoeuropeistyki. Zajmował się lingwistyką ogólną, a także językoznawstwem historycznym i deskryptywnym. Badał również amerykańskie języki hoka oraz języki tocharskie.
Doktor honoris causa Uniwersytetu w Królewcu i Uniwersytetu im. Adama Mickiewicza w Poznaniu.

## Publikacje (wybór)
- A Bantawa Dictionary (Berlin 2003)
- Vom Genitiv im heutigen Deutsch
- Studia Tocharica. Selected Writings/Ausgewählte Beiträge (Poznań 1984)